# Papići
Papići es una localidad de Croacia en el municipio de Sunja, condado de Sisak-Moslavina.

## Geografía
Se encuentra a una altitud de 100 m s. n. m. a 91,2 km de la capital nacional, Zagreb.

## Demografía
En el censo 2011, el total de población de la localidad fue de 56 habitantes.